# Peyresq
Peyresq est une localité de Thorame-Haute et une ancienne commune française, située dans le département des Alpes-de-Haute-Provence en région Provence-Alpes-Côte d'Azur.
Ce village pittoresque perché à 1 526 m d'altitude sur un éperon rocheux surplombe la vallée de la Vaïre dont les sources sont situées sur son territoire. Il est connu pour abriter des activités internationales scientifiques et universitaires.
Ses habitants sont appelés les Peyrescans.

## Géographie
Le village est situé au pied de la Cassille (l'adret de la montagne du Courradour), au bout d’un cul-de-sac routier venant de La Colle-Saint-Michel, à 1 528 m d’altitude,, surplombant la vallée de la Vaïre.
Les principaux cours d'eau sont la Vaïre, dont les sources sont situées sur la commune, et le torrent Ray en contrebas du village.

### Route et voie ferrée
La seule route d'accès actuelle est la Départementale 32 qui fait la jonction avec la Départementale 908 qui passe par le Col de la Colle-Saint-Michel. L'intersection se situe vers le col à proximité du village homonyme.
Un autre accès peut se faire par le train via la Halte de Peyresq sur la ligne de Nice à Digne des Chemins de fer de Provence. Mais ce point d'arrêt facultatif du train n'est pas accessible par la route et deux heures de marche environ sont nécessaires pour rejoindre le village.

### Lieux-dits et écarts
Les fermes isolées ou écarts :
- la Braïsse (restaurée pour reprise d'activité pastorale),
- le Chastellard (restauré pour reprise d'activité pastorale),
- la Forest (ruines),
- la Gardivole (ruines),
- le Villard (ruines).

Les cabanes d'altitude servant aux bergers en estive :
- la cabane Vieille, située sur le plan du Rieu (versant nord du Courradour) à 2 000 m d'altitude ;
- la cabane de Pra Mouret ;
- la cabane du pré de Thorame (rénovée);
- la cabane de la Cassille (ruines) ;
- la cabane du Coyer.
- abri de la Grau (non usité).

Le moulin de Peyresq.

## Histoire

### Toponymie
Peyresq signifie "le pierreux" ou « le pays des pierres »,.

### Ancien Régime
La localité apparaît pour la première fois dans les chartes en 1042, sous la forme Petriscum, terme faisant référence au terrain pierreux.
L’abbaye Saint-Dalmas de Pedona (aujourd’hui à Borgo San Dalmazzo) possédait un prieuré à Peyresq
Peyresq est très liée à sa voisine, La Colle-Saint-Michel. Les deux communautés dépendent du même chef-lieu de viguerie, à Puget-Théniers et ont été un temps unies. Même après leur séparation, au milieu du XIIe siècle, elles conservent des liens, par exemple pour le règlement de certaines redevances. Le comte de Provence possédait des droits de cavalcade (aide militaire) et d’albergue (hébergement des militaires en déplacement). La plupart des communautés paysannes de Provence comme le comte avaient préféré les convertir en versement numéraire au XIIIe siècle. Dans la viguerie de Puget, seules les communautés de Peyresc et la Colle fournissaient encore un service armé pour la cavalcade (en commun, elles fournissaient 5 sergents d’armes). L’alberguement était payé par abonnement (une somme fixe annuelle).
Cependant leur sort évolue différemment : La Colle est un fief directement tenu par le comte, qui n’est pas seigneur à Peyresq.
Peyresq a donné son nom au célèbre humaniste Nicolas-Claude Fabri de Peiresc qui en fut le seigneur, mais n'y mit cependant jamais les pieds.

### L'ancienne commune après la Révolution
Après la Révolution française, le village de Peiresc prend une nouvelle orthographe : Peyresq, pour le différencier du nom propre homonyme (ancien seigneur du village).
La Révolution et l’Empire apportent nombre d’améliorations, dont une imposition foncière égale pour tous, et proportionnelle à la valeur des biens de chacun. Afin de la mettre en place sur des bases précises, la levée d’un cadastre est décidée. La loi de finances du 15 septembre 1807 précise ses modalités, mais sa réalisation est longue à mettre en œuvre, les fonctionnaires du cadastre traitant les communes par groupes géographiques successifs. Ce n’est qu’en 1838 que le cadastre dit napoléonien de Peyresq est achevé.
En août 1898, pendant un violent orage, la foudre est tombée sur un troupeau de mouton traversant la montagne de Peyresc ; 74 moutons ont été tués ; le berger a été sauvé.
L'école ferme en 1932.
L'ancienne commune s'étendait sur 2 935 hectares (soit 29,4 km2 environ), dont 2 256 hectares de bois et pâturages entièrement propriété de la commune dont elle tirait la plus grande part de ses revenus.
Curieusement, la commune fait partie dans un premier temps du canton d'Annot avant d'être rattachée à celui de Saint-André-les Alpes sans en être limitrophe avant son rattachement (tout comme la Colle-Saint-Michel).
Peyresq fusionne en novembre 1964 avec la commune de La Colle-Saint-Michel. La nouvelle commune ainsi créée a été appelée Saint-Michel-Peyresq ; cette nouvelle commune a été absorbée en mars 1974 par celle de Thorame-Haute, puis rétablie de façon éphémère par une décision de justice en 1976, mais le conseil municipal à immédiatement voté à l'unanimité le rattachement à Thorame-Haute. Il s'agit d'une fusion simple entraînant la disparition de tout attribut communal (pas de mairie annexe ni d'adjoint spécial ou de section électorale distincte).

### Reconstruction dans les années 1950 et "renaissance" du village
En 1952, Georges Lambeau, directeur de l'Académie des Beaux-Arts de Namur, qui cherchait dans la région un lieu pour implanter un camp de vacances pour ses étudiants, découvre Peyresq alors presque entièrement abandonné et la plupart des maisons en ruines. Tombé sous le charme du village, il décide de le reconstruire à son image d'antan. Son ami Toine Smets, entrepreneur immobilier bruxellois, décide de financer le projet. Selon l'historienne Louise Navello-Sgaravizzi, en 1953 sur 53 maisons 24 % étaient habitables, 40 % à restaurer et 16 % en ruines (la majorité se trouvant sur ce qu'on appelle aujourd'hui la cour des Métiers). La route d'accès au village est goudronnée en 1953. En 1954, le dernier agriculteur arrête l’exploitation des champs pentus, au pied du village.
Les quatre coulets situés en contrebas du village seront alors uniquement exploités pour les troupeaux, le dernier éleveur qui louait ces terres les quittera à la fin des années 1980. On peut encore y visiter une grande caverne qui servait jadis de bergerie naturelle, dernier témoin de l'époque pastorale du bas du village.
En 1954, un jeune architecte, Pierre Lamby, se joint au projet. De même, Toine Smets fait découvrir Peyresq à Lucien et Jane Jacquet, avec qui il fonde l'association Pro Peyresq, rejoint par la suite par Jacques Waefelaer et son épouse Jacqueline, respectivement trésorier et responsable de l'intendance (économat).
Le but de l'association, selon Toine Smets, est "d'apprendre à des jeunes intellectuels la valeur, les satisfactions et les fatigues du travail manuel : les attacher à une tâche qui peut leur inspirer de l'enthousiasme, qui requiert du dévouement et de la solidarité et les engage à s'imposer une discipline. Puis, leur procurer en même temps l'occasion d'une cure stimulante dans un climat très sain, tant physiquement que moralement, et dans une atmosphère joyeuse ; leur donner l'occasion de s'essayer aux techniques des métiers d'art : poterie, céramique, ferronnerie, filage, tissage, peinture, décoration, travail du bois, de la pierre… (Enfin), redonner vie à des activités locales pittoresques.
En réunissant dans un site rude et grandiose, étudiants de disciplines diverses et étudiants des Beaux-Arts, unis par l'effort dans un but commun, "Pro Peyresq" crée des conditions favorables à des échanges, et apporte un correctif au compartimentage créé par les études spécialisées.
D'autres universités rachètent des maisons : l'Université libre de Bruxelles, mais aussi celles de Liège, Mons et Gembloux.
Pro Peyresq devient une fédération de groupes propriétaires de leur maison à restaurer ou de leur ruine à rebâtir, le rythme s'adaptant aux possibilités de chacun, suivant les plans de Lamby. Entre 1953 et 1956, on dota les maisons d’eau courante, de l’électricité (en 1955). Pro Peyresq aida financièrement la municipalité endettée.
Peyresq devient peu à peu un village de vacances où se mêlent Français issus des familles d'origine, estivants venus de la côte et surtout des Belges, étudiants et responsables de Pro Peyresq. Quelques tensions existent entre les deux nationalités, les universitaires belges étant en « pays conquis » : ainsi, le maire Simon Giraud avait bloqué les ventes à des familles françaises au profit de Pro Peyresq ; le plan d’urbanisme est imposé par l’ASBL belge, parfois à l’encontre des décisions du conseil municipal ; et enfin, les médias ont tendance à négliger les Français habitant le village. Selon Louise Sgaravizzi, les problèmes se sont peu à peu résolus.
Le 1er novembre 1964, la commune fusionne avec celle voisine de la Colle-Saint-Michel sous le nom de Saint-Michel-Peyresq. Et le 1er mars 1974, la nouvelle entité est rattachée à la commune de Thorame-Haute.
En 1980, le second prix de Chefs-d'œuvre en péril est attribué à Mady Smets et Jane Jacquet pour la restauration du village de Peyresq, ainsi que le prix "Europa Nostra" des mains de Lord Duncan Sandys.

## Administration
| Période | Période | Identité           | Étiquette | Qualité            |
| ------- | ------- | ------------------ | --------- | ------------------ |
| 1896    | ?       | Théophile Gouirand |           |                    |
| 1920    | 1926    | Joseph Fournier    |           |                    |
| 1926    | 1952    | Joseph Imbert      |           |                    |
| 1952    | 1964    | Simon Giraud       |           | huissier audiencer |

## Démographie
L’histoire démographique de Peyresq est marquée par une période d’« étale » où la population reste relativement stable à un niveau élevé. Cette période dure de 1806 à 1861. L’exode rural provoque ensuite un mouvement de recul démographique : à Peyresq, il est non seulement de longue durée, mais rapide. Dès 1891, la commune a perdu plus de la moitié de sa population par rapport au maximum historique de 1806. Le mouvement de baisse ne s'interrompt pas, jusqu’à l’abandon complet du village dans les années 1960.
Le tableau suivant donne le recensement de la population avant la fusion avec La Colle Saint-Michel en 1964. En effet, depuis la fusion avec cette commune (voir Saint-Michel-Peyresq) puis le rattachement à Thorame-Haute, il n'y a plus de recensement différencié pour Peyresq. La population permanente du village ne dépasse pas les dix habitants.
| 1471    | 1765 | 1793 | 1800 | 1806 | 1821 | 1831 | 1836 | 1841 |
| ------- | ---- | ---- | ---- | ---- | ---- | ---- | ---- | ---- |
| 28 feux | 201  | 200  | 247  | 225  | 218  | 238  | 235  | 211  |

| 1846 | 1851 | 1856 | 1861 | 1866 | 1872 | 1876 | 1881 | 1886 |
| ---- | ---- | ---- | ---- | ---- | ---- | ---- | ---- | ---- |
| 234  | 228  | 234  | 224  | 196  | 162  | 172  | 152  | 137  |

| 1891 | 1896 | 1901 | 1906 | 1911 | 1921 | 1926 | 1931 | 1936 |
| ---- | ---- | ---- | ---- | ---- | ---- | ---- | ---- | ---- |
| 118  | 102  | 103  | 108  | 102  | 68   | 38   | 39   | 25   |

| 1946 | 1954 | 1962 | - | - | - | - | - | - |
| ---- | ---- | ---- | - | - | - | - | - | - |
| 15   | 4    | 3    | - | - | - | - | - | - |

Histogramme

(élaboration graphique par Wikipédia)

## Vie locale, culture et patrimoine

### Activités et animations
- Chaque été, les associations jumelées ASBL[26] Nicolas-Claude Fabri de Peiresc et Peyresq Foyer d'Humanisme (associations membres de Pro-Peyresq asbl) organisent des colloques entre universitaires. En mai, ont lieu les Journées Interdisciplinaires Sciences & Fictions, sur le thème de la science-fiction et de la diffusion du savoir scientifique.
- le bar Victor Jara, réservé aux membres de Pro Peyresq est ouvert exclusivement durant les mois de juillet et août.
- L'association belge Pro Peyresq (asbl), qui est l'association historique des "reconstructeurs" du village, organise chaque été des vacances actives durant lesquelles elle propose de nombreux ateliers créatifs et récréatifs ainsi que des activités liées à la montagne.

### Les maisons restaurées
La majorité des maisons qui n'appartiennent pas à des particuliers, sont la propriété de différentes associations ; ces maisons portent le nom d’un scientifique, d'un humaniste ou d’un artiste occidental, de la Grèce antique à l’époque contemporaine. Parmi elles:
On retrouve aussi :
- l'accueil associatif et ancienne mairie Mistral,
- maison du Cros,
- cabane du Cros,
- l’Estello,
- Maria Borrély,
- Chalet Saint-Michel,
- La Peyrescane,
- Lou Chastel.

Les maisons des familles originaires du village (hormis les trois précédentes) ne portent pas de nom.

### Lieux et monuments
- Patrimoine religieux[27] :

L’église romane placée sous le vocable et le patronage de Saint-Pons et Notre-Dame de l’Assomption date du XIIIe siècle, elle est un monument historique inscrit, le périmètre de protection comprend le village dans son intégralité ; le site se trouve donc protégé de toute transformation ou construction nouvelle pas le plan d'urbanisme. La petite cloche date de 1461,. Une maison noble date du XIIIe siècle.
On trouve aussi à l'extérieur du village la petite chapelle Saint-Barthélémy et un oratoire.
- Patrimoine civil :

Le village possédait un moulin à farine sur le torrent du Ray, en contrebas du village qui a fonctionné jusqu’en 1868, et un four communal, refait en 1930.
L'unique fontaine de la place village date de 1888, elle est recouverte d'une voûte. Un abreuvoir se trouve également à l'extérieur du village.

### Festivités
Traditionnellement, la fête patronale se déroule le 15 août. Une procession à Saint-Restitut avait lieu autrefois.
Désormais, outre le 14 juillet, on célèbre aussi la fête nationale belge le 21 juillet.

### Personnalités locales
- L'humaniste Nicolas-Claude Fabri de Peiresc, dénommé en son temps "le prince des curieux", reçut en héritage la seigneurie de Peyresq en 1610 . Bien qu'il n'y soit jamais venu, il s'est toujours soucié de sa gestion.

### Associations
- Pro Peyresq, association historique des constructeurs fondée vers 1954
- Nicolas-Claude Fabri de Peiresc
- Peyresq centre d'Art
- Peyresq centre d'Art International
- Campus Platon

Ces associations sont à l'origine de la renaissance du village et assurent chaque année l'animation culturelle et scientifique. Ce sont à l'origine des associations de droit belge (ASBL) reconnues en France.
Autres associations :
- Association du village de Peyresq, dont les associations précédentes sont membres.

## Héraldique
| blason de Peyresq | Blasonnement : "Ecartelé : au 1er et 4e, d'azur, à un rocher d'argent ; au 2e et 3e, d'or à une étoile à 16 rais de gueules."' |

## Illustrations

Différentes vues du village de Peyresq
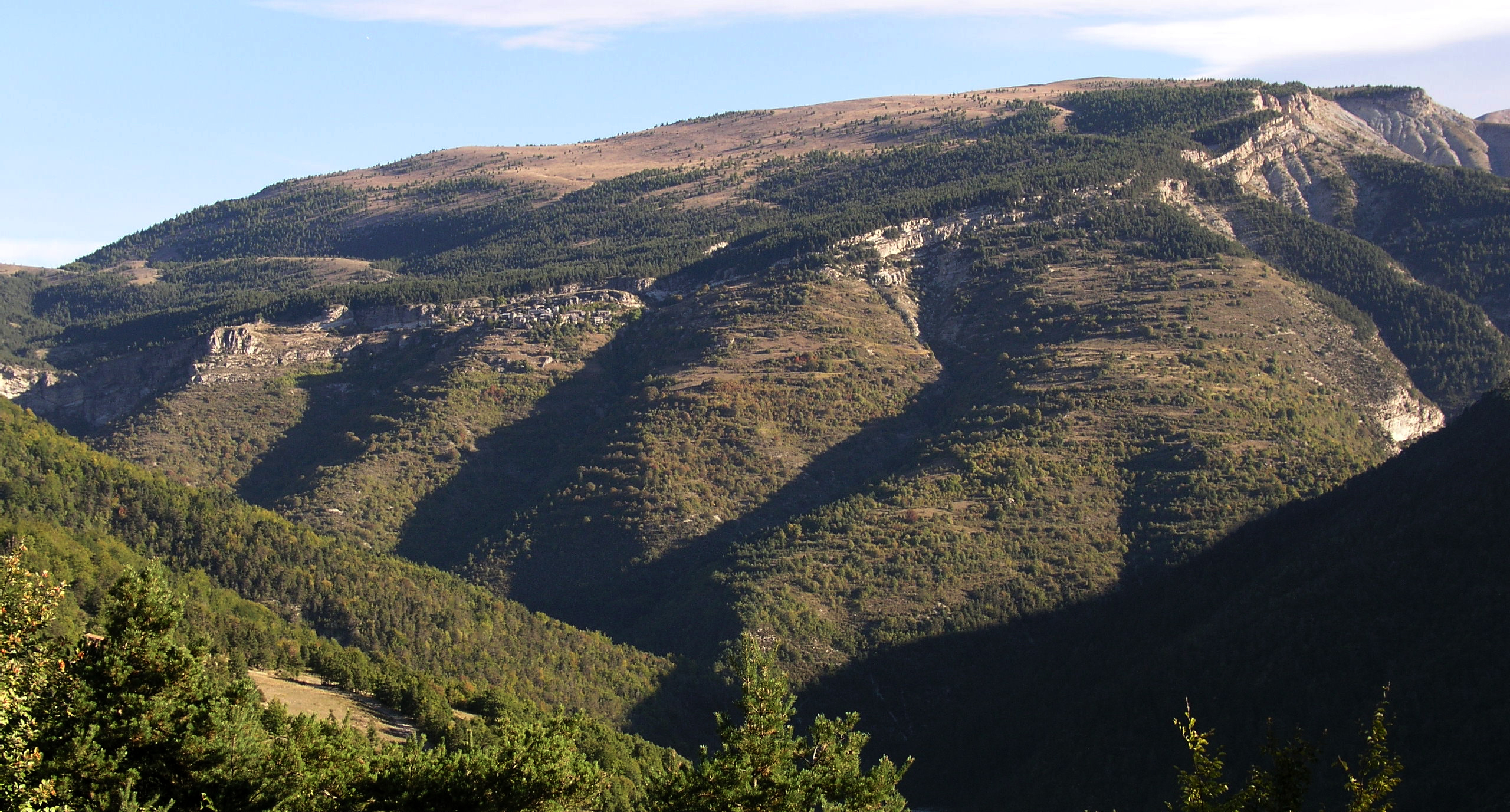
Le village de Peyresq accroché à la montagne.
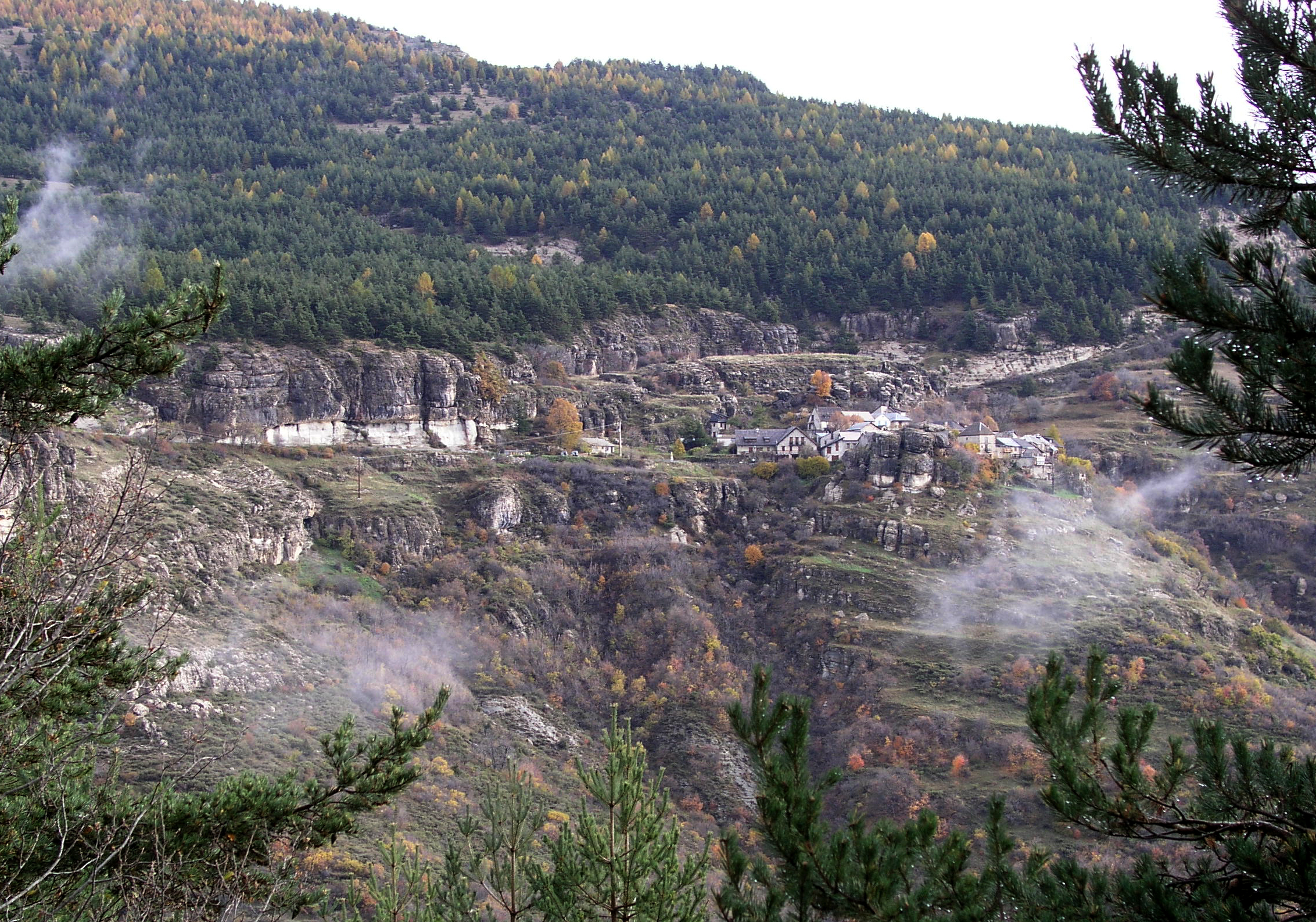
Village de Peyresq.